# Pseudozaena
Pseudozaena is een geslacht van kevers uit de familie van de loopkevers (Carabidae). De wetenschappelijke naam van het geslacht is voor het eerst geldig gepubliceerd in 1834 door Laporte.

## Soorten
Het geslacht Pseudozaena omvat de volgende soorten:
- Pseudozaena orientalis Klug, 1834
- Pseudozaena tricostata (Montrouzier, 1855)